# 베이비 파우더

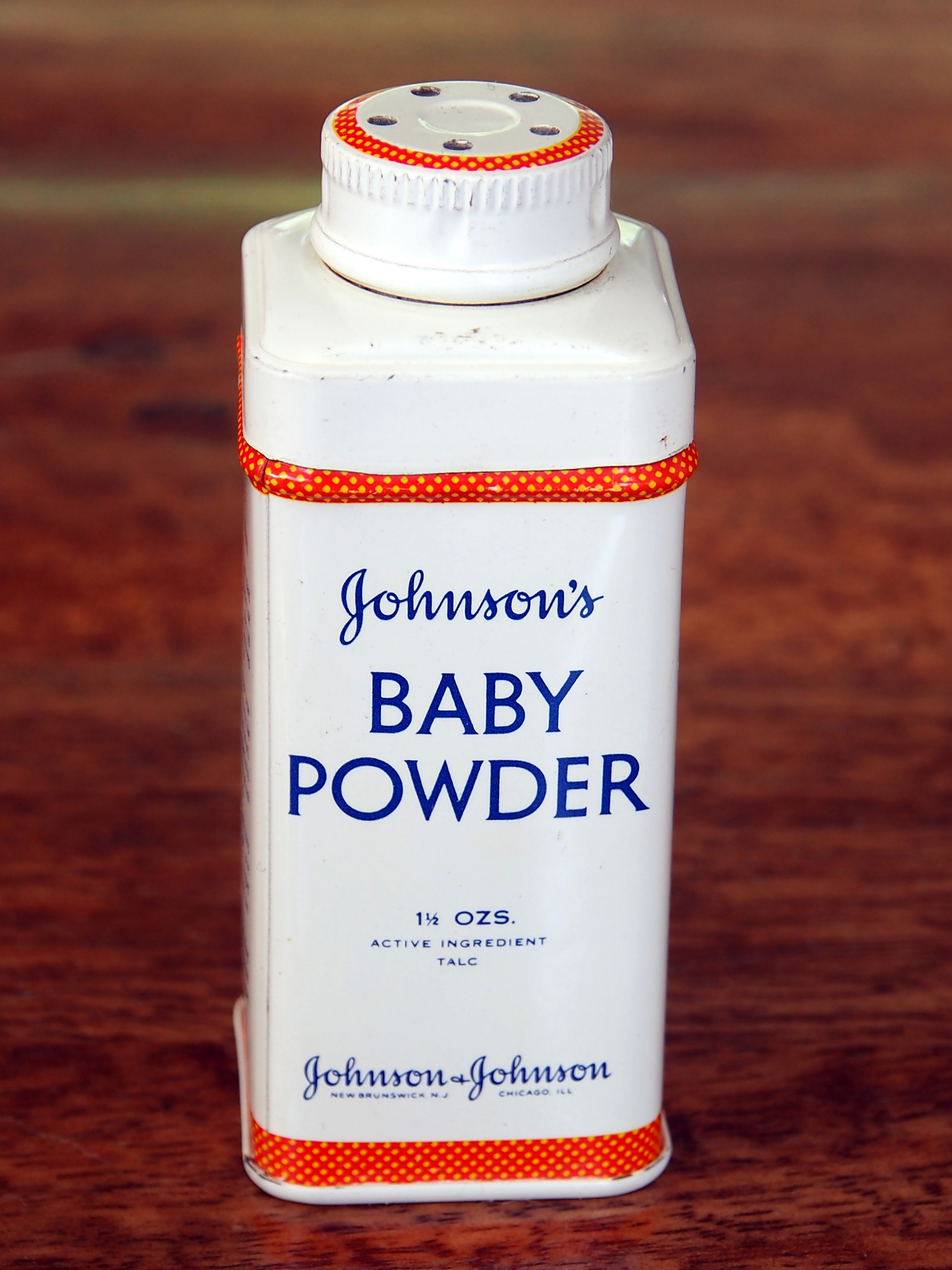
존슨앤드존슨 베이비 파우더

베이비 파우더(baby powder)는 기저귀 발진 예방 및 미용 목적으로 사용되는 수렴성 가루이다. 이는 활석(이 경우 활석 가루), 옥수수 녹말 또는 감자 녹말로 구성될 수 있다. 향료 등의 추가 성분이 포함될 수 있다. 베이비 파우더는 드라이 샴푸, 세정제(기름 얼룩 제거용), 방향제로도 사용할 수 있다.

## 건강상의 위험
활석 가루를 흡입하면 흡인성 폐렴과 육아종을 유발할 수 있다. 심한 경우 만성 호흡기 문제와 사망으로 이어질 수 있다. 옥수수 전분 분말의 입자는 더 크고 흡입 가능성이 적다.
일부 연구에서는 여아의 회음부에 탤컴파우더를 바르는 것과 난소암 발생 사이에 통계적 관계가 있다는 사실이 밝혀졌으나 인과관계에 대해서는 합의된 바가 없다. 2016년에는 미국에서 1,000명 이상의 여성이 베이비파우더와 관련된 암 위험 가능성을 은폐했다는 이유로 존슨앤드존슨을 고소했다. 1975년 미국 식품의약국(FDA) 관계자는 J&J가 실시한 테스트 방법론에 대해 "어떤 엄마도 큰 안전 요인에 관계없이 알려진 발암 물질 1%를 아기에게 가루로 만들지 않을 것"이라고 말했다. 회사는 2020년 미국과 캐나다에서 활석 기반 베이비파우더 판매를 중단했으며 2023년까지 전 세계 모든 활석 판매를 중단하고 옥수수 전분 기반 제제로 전환할 것이라고 밝혔다. 그러나 존슨앤드존슨은 자사의 활석 기반 베이비파우더에는 석면이 포함되어 있지 않아 사용해도 안전하다고 밝혔다.

## 같이 보기
- 활석
- 옥수수 녹말